# 司馬芝
司馬芝（早於171年—3世紀），字子華，河內溫縣（今河南溫縣）人。東漢末及三國時曹魏官員。為官執法嚴明，秉公行事。

## 生平

### 東漢時期
司馬芝是讀書人，年少時因東漢末年時局混亂而與母親到荊州避亂，在南方居住了十多年，一直躬耕守節。司马芝的族弟司马朗已有名声，但中尉杨俊认为司马芝的能力更胜司马朗。
建安十三年（208年），曹操攻下荊州，任命司馬芝為菅縣縣長。當時北方才剛剛安定，吏民很多都不守法度。當時濟南郡郡主簿劉節是當地大族，蓄養賓客，外為盜賊，內亂吏治。後來司馬芝徵召其賓客王同為兵，但在集合時劉節讓王同躲起來，還命令督郵向菅縣索求士兵，官縣官屬都無計可施，唯有要求以自己代王同從軍；此時司馬芝卻向濟南太守郝光上書告發劉節，郝光向來敬重司馬芝，於是下令讓劉節代王同從軍，青州人因而說司馬芝「以郡主簿為兵」。後司馬芝遷任廣平縣令。當時征虜將軍劉勳恃著自身是曹操的故交受寵而驕橫，甚至還是司馬芝舊郡將，於是賓客子弟都常在司馬芝轄區中犯法；而劉勳與司馬芝通訊亦不署名，卻時常有所要求；司馬芝不答應，反而依法處理：後來劉勳因圖謀不軌而被誅殺，與他交往的都一同獲罪，而司馬芝非但沒有獲罪，反而因不與劉勳同流合污而為人稱道。
司馬芝及得遷任大理正，任內有人盜竊官布並放在廁所屋頂上，被官吏發現後懷疑是女工所做而將她收監，司馬芝卻上奏曹操，認為現在是拿著證物去尋求嫌犯承認，時常有人因受不住拷問而認罪，這就可能會造成誤判，建議曹操對這些難尋真相的嫌犯一次寬恕，反更易獲得人民的支持和順從。曹操接納。後歷任甘陵、沛、陽平太守，都有治績。

### 曹魏時期
黃初年間任河南尹，在任抑制強者氣焰而扶助弱少，即使是官員私下的要求都不允許。好像有宦官希望借與司馬芝妻子的伯父董昭為其傳話，但董昭都懼怕司馬芝，不幫助他傳話。司馬芝又勉勵下屬要好好執法，執行法令並讓君主知道臣屬犯下的罪行和自己政令的不足，不要讓政事敗壞。
曹叡繼位後賜關內侯。後來，位特進的曹洪的乳母當與臨汾公主的僕人拜無澗神而下獄，卞太后因而派黃門吳達到河南府傳命，要求釋放當，因司馬芝不聽，下令洛陽獄官查問究竟，另上書表明自己遵守朝廷法令而不為任何人徇私的原則和決心，堅持要將犯罪者受應得的刑罰。明帝知道後都對他表示支持。司馬芝任官十一年，多次指出律令的不足之處；而在各臣之間亦遵從正道行事。
太和五年（231年）冬，諸王到洛陽朝覲，司馬芝與洛陽的人相交，後因而免職。
及後任大司農。當時典農各部的吏民都自謀生計亦求增加收入，司馬芝於是上書要求魏明帝曹叡重視農業，增加國家穀物的儲備，有利於增強國家實力和國家日後統一；同時壓抑官吏們自謀生計的風氣，讓他們可以專心於農務。
司馬芝後來在任內逝世，死時家無餘財。自曹魏建立後，多任河南尹中以司馬芝的表現最好。

## 性格特徵
- 司馬芝為人孝順。與母親至荊州避難時在魯陽山遇賊，同行的人們都棄下老弱逃跑，只有司馬芝留下保護母親。當賊以兵刃向司馬芝時，他叩頭請求盜賊不要傷害年邁母親。因盜賊被其孝心感動而免於受害。[3]
- 十分愛護下屬，且指導如何任官。在上級召問下屬時，亦會為下屬推斷被召問之緣故，再教應如何對答。而最後事情均如司馬芝所料想。
- 個性豁亮正直，不因自己端莊不苟而自矜。和賓客談論時，覺得不對的便會當面指出錯處，但過後不會再批評或嘲笑他們。

## 子孫

### 子
- 司馬岐，曹魏廷尉

### 孫
- 司馬肇，西晉冀州刺史、尚書

## 延伸阅读
[在维基数据编辑]
 《三國志·卷12》，出自陳壽《三國志》